# Ліпінкі (Більський повіт)
Ліпінкі (пол. Lipinki) — село в Польщі, у гміні Соснувка Більського повіту Люблінського воєводства. Населення — 191 особа (2011).

## Історія
За даними етнографічної експедиції 1869—1870 років під керівництвом Павла Чубинського, у селі проживали лише греко-католики, які розмовляли українською мовою.
Як звітував командир сотні УПА Іван Романечко («Ярий») у лютому 1946 року, значну частину населення села становили «калакути» («перекидчики») — українці, які прийняли римо-католицтво й вважали себе поляками.
У 1975—1998 роках село належало до Білопідляського воєводства.

## Демографія
Демографічна структура станом на 31 березня 2011 року:
|          | Загалом | Допрацездатний вік | Працездатний вік | Постпрацездатний вік |
| -------- | ------- | ------------------ | ---------------- | -------------------- |
| Чоловіки | 90      | 10                 | 63               | 17                   |
| Жінки    | 101     | 14                 | 51               | 36                   |
| Разом    | 191     | 24                 | 114              | 53                   |